# Ryōta Sakata
Ryōta Sakata (japanisch 坂田 良太 Sakata Ryōta; * 25. Februar 1992 in der Präfektur Kumamoto) ist ein ehemaliger japanischer Fußballspieler.

## Karriere
Sakata erlernte das Fußballspielen in der Schulmannschaft der Ozu High School und der Universitätsmannschaft der National Institute of Fitness and Sports in Kanoya. Seinen ersten Vertrag unterschrieb er 2013 bei Roasso Kumamoto. Der Verein spielte in der zweithöchsten Liga des Landes, der J2 League. Für den Verein absolvierte er zwei Ligaspiele. 2014 wechselte er zum Ligakonkurrenten Tochigi SC. Am Ende der Saison 2015 stieg der Verein in die J3 League ab. 2017 wurde er mit dem Verein Vizemeister der J3 League und stieg in die J2 League auf. Für den Verein absolvierte er 20 Ligaspiele. Ende 2019 beendete er seine Karriere als Fußballspieler.